# アニプレックスアワー
『アニプレックスアワー』はラジオ大阪（2003年10月5日 - 2010年12月26日）と文化放送（2003年10月6日 - 2010年12月27日）で放送していたアニラジ番組である。
かつてはアール・エフ・ラジオ日本でも放送していた時期がある。放送時間はラジオ大阪が2007年3月まで、文化放送でも2005年9月までたびたび変更が相次いだ。（ラジオ大阪ドラマティックナイターや文化放送ライオンズナイターの影響によると見られる。）また、一部の番組は関東のネット局がTBSラジオやFM NACK5だった時期もあった（詳細は下記番組を参照）。
2007年4月以降、文化放送では月曜21:30 - 22:00、ラジオ大阪では月曜20:30 - 21:00に放送されていた。最後は隔週交代で番組が放送されていた。

2011年1月以降の後番組はどちらとも非アニラジ番組。文化放送は『ガヤガヤ我が家』、ラジオ大阪は市川由紀乃の『夜の歌当番』（現在のDJは小村美貴）。

## これまで放送されていた番組タイトル
- オー!NARUTOニッポン（2003年10月 - 2007年3月）
- ハガレン放送局（2003年10月 - 2005年9月）
- 勝平&麻里奈のイジワルケイラジオ（2005年1月 - 2005年9月）関東のネット局は文化放送ではなくTBSラジオで日曜深夜に放送されていた。
- BLEACH “B” STATION（2005年4月 - 2010年12月）
- 麻里奈のアニプレ情報局（2005年4月7日 - 28日、2006年2月 - 3月）
- おまいり、かみちゅ!（2005年5月 - 2005年12月）
- 銀盤カレイドスコープ（2005年10月 - 2006年2月）
- NARUTO Radio疾風迅雷（2007年4月 - 2010年12月）